# 大窩口

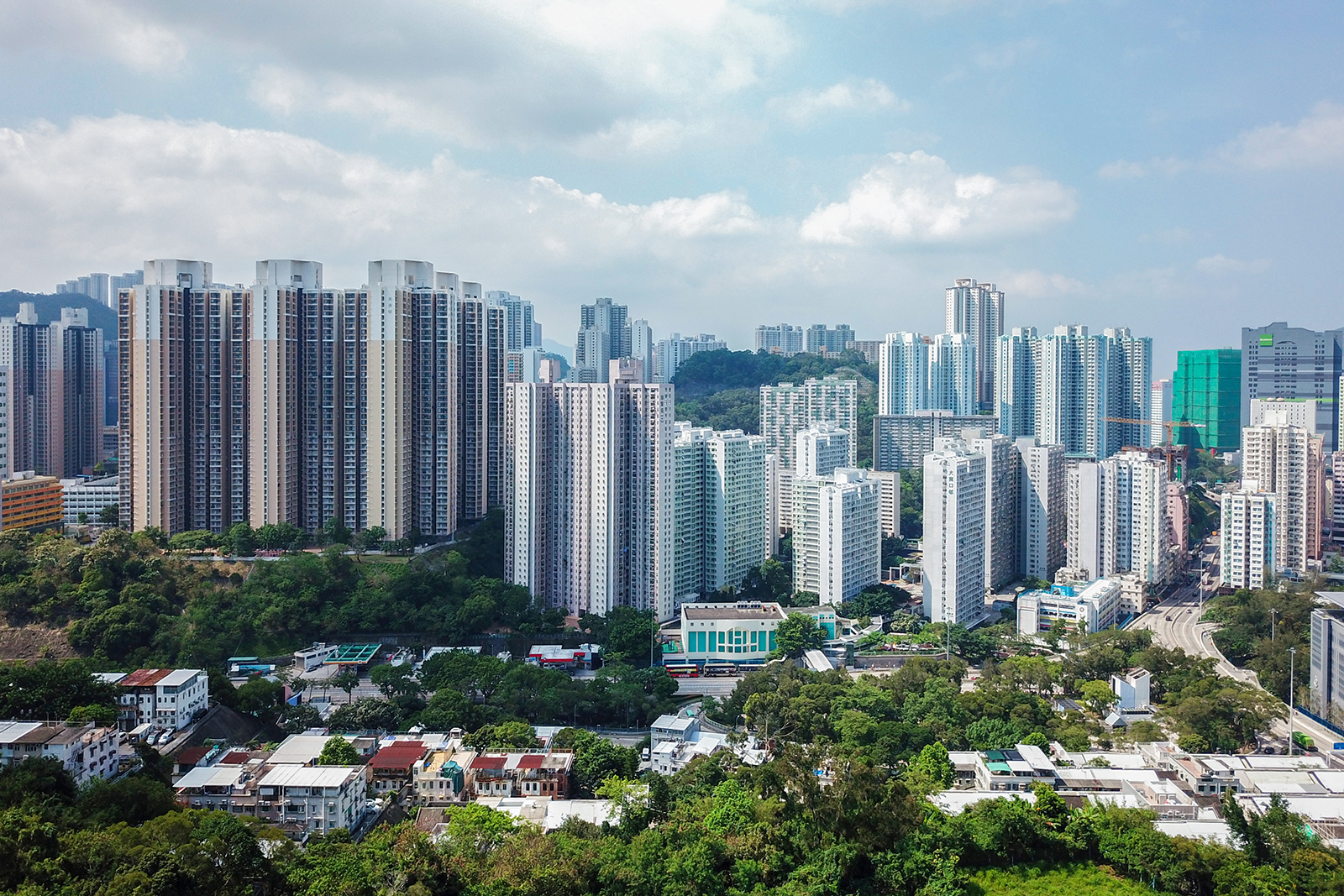
大窩口

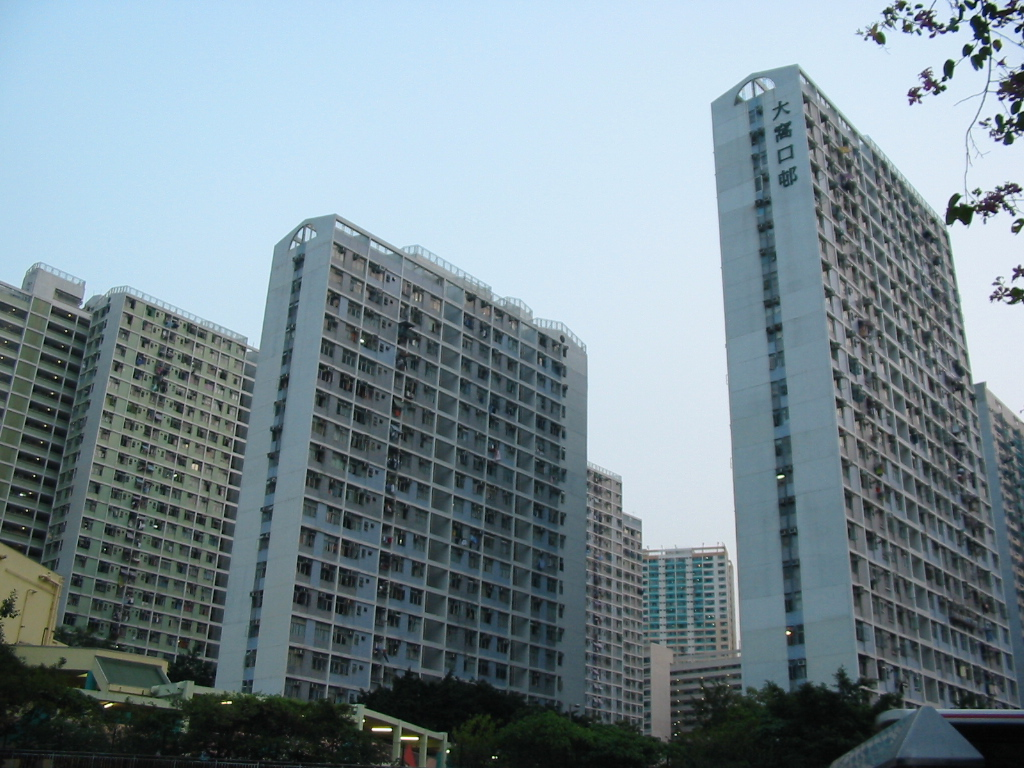
大窩口以大窩口邨為中心

大窩口（英語：Tai Wo Hau）是香港新界中葵涌西面的一個谷地，主要由公共屋邨組成。現時一般泛指以葵青區的大窩口邨為中心的周邊地區，包括德士古道以東的一帶私人樓宇、葵賢苑、葵蓉苑，鄰近地區有國瑞路、城門谷、象山邨、石圍角。
根據區議會劃分，青山公路—葵涌段及德士古道是兩個區議會管轄區的分界位置（德士古道以東的一帶私人樓宇、大窩口邨、葵賢苑、葵蓉苑、大窩口體育館、荃灣帝盛酒店、嘉民葵涌物流中心）一帶屬於葵青區，其餘的地區行政上屬於荃灣區。
在政府官方地圖上，沒有「大窩口」這地名，只有「大窩口邨」、「大窩口體育館」、「大窩口道」，位置屬於「荃灣」及「葵涌」交界。
「大窩口」這個地名在1960年代由港英政府原創，當時沒有命名為「大窩口」的村落或建築或以鄰近地名稍作修改，且非紀念人物、船隻或事件。

## 歷史
荃灣三棟屋村未建成前，曾經於大窩口附近圍海作田，還於現時大窩口邨富民樓附近建了一間草屋，稱為「老屋場」。1959年，衞理公會建立亞斯理村，安置寮屋居民及難民。隨著1960年代荃灣新市鎮的開發，公共房屋大窩口邨於1961年建成，而大窩口道也於同期通車，方便居民出入。其後於1980年代末重建，1990年代重建後的大窩口邨和葵賢苑落成，形成現有模樣。

## 交通

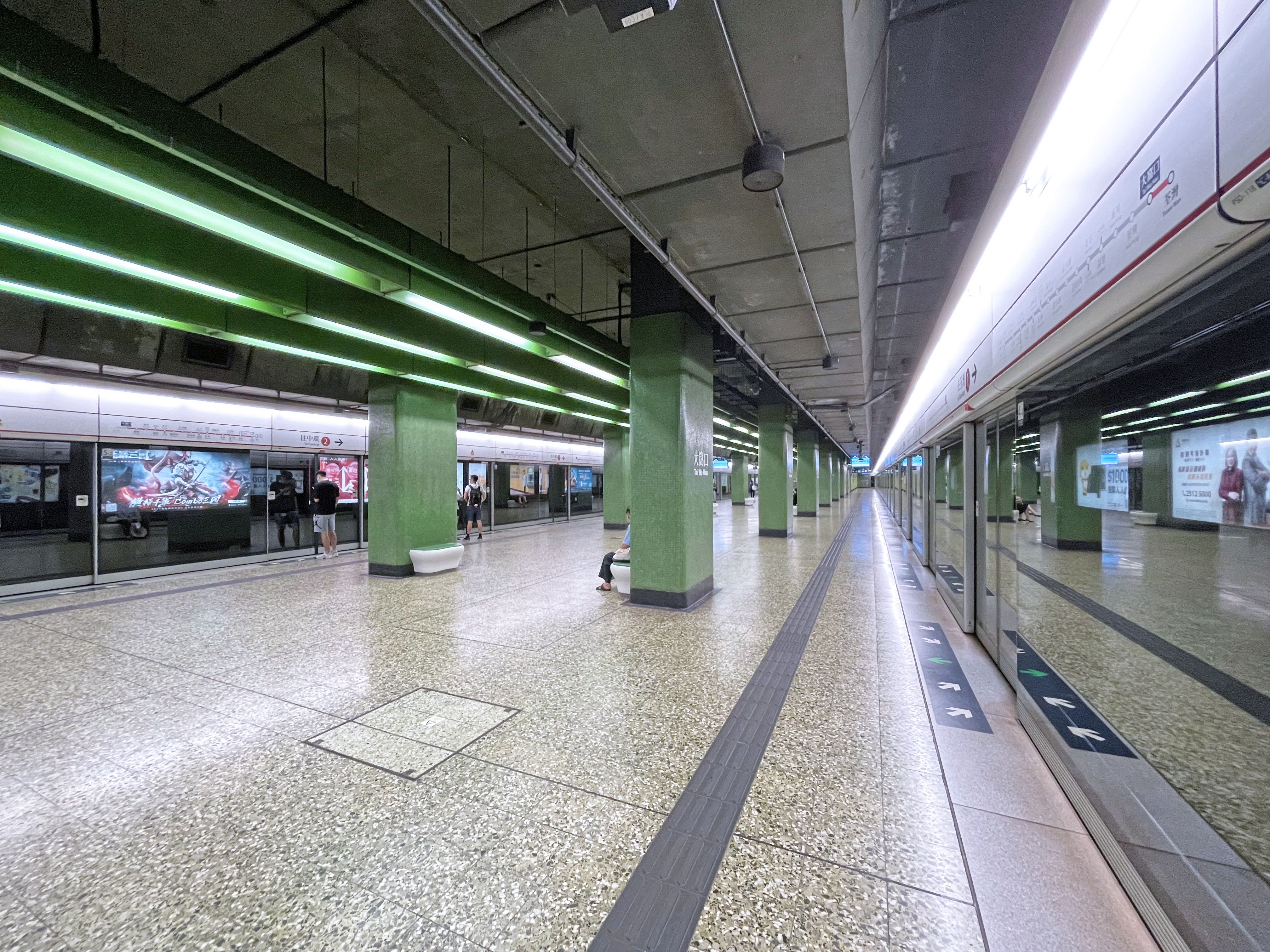
港鐵大窩口站

## 康樂設施

大窩口體育館

- 大窩口體育館
- 大窩口社區中心

## 學校

保良局丁卯幼稚園

- 香港聖公會聖尼哥拉幼兒學校（页面存档备份，存于）（1965年創辦）
- 救世軍富強幼稚園（页面存档备份，存于）（1984年創辦）
- 救世軍大窩口幼兒學校（页面存档备份，存于）（1987年創辦）
- 保良局張心瑜幼稚園（1989年創辦）(舊名:保良局丁卯幼稚園)
- 仁愛堂彭鴻樟幼稚園（页面存档备份，存于）（1993年創辦）
- 聖公會荊冕堂士德幼稚園（页面存档备份，存于）（2002年創辦）
- 佛教林炳炎紀念學校

## 酒店
- 悅來酒店，常稱為「熊貓酒店」
- 帝盛酒店

## 公共房屋
- 大窩口邨

## 外部連結
- 荃葵青交通總站巡禮 - 大窩口